# 奔腾年代
《奔腾年代》（英語：Halt and Catch Fire）是一部由克里斯多福·坎特韋爾和克里斯托弗·C·罗杰斯（Christopher C. Rogers）创造的美国时代剧，于2014年6月1日在AMC首播，2017年10月14日播放完畢。首播集的预览于2014年5月公开。电视剧背景设置在1980年代早期，从虚构的知情者角度描绘了一幅家用电脑革命的图景。电视剧的标题引用了机器语言中可以令电脑停止工作的指令Halt and Catch Fire。

## 演员

### 主要
- 李·培斯 饰 Joe MacMillan
- 史考特·麥奈利 饰 Gordon Clark
- 麥坎西·黛維斯 饰 Cameron Howe（本名Catherine Howe）
- 凱莉·畢許（英语：Kerry Bishé） 饰 Donna Clark（娘家姓Emerson）
- 托比·哈斯 饰 John Bosworth
- 雅莉莎·帕拉狄諾 饰 Sara Wheeler（第2季）

### 常設
- Morgan Hinkleman（第1季–第3季）和凱瑟琳·紐頓（第3季–第4季） 飾 Joanie Clark
- Alana Cavanaugh（第1季–第3季）和Susanna Skaggs（第4季） 飾 Haley Clark
- 奧古斯特·愛默生（英语：August Emerson） 飾 Malcolm "Lev" Levitan（第1季–第3季）
- 庫珀·安德魯斯（英语：Cooper Andrews） 飾 Yo-Yo Engberk（第1季–第3季）
- David Wilson Barnes 飾 Dale Butler（第1季、第4季）
- 葛拉罕·貝克（英语：Graham Beckel） 飾 Nathan Cardiff（第1季–第2季）
- 安娜特·奧圖（英语：Annette O'Toole） 飾 Susan Emerson（第1季–第2季）
- 麥克·普涅夫斯基（英语：Mike Pniewski） 飾 Barry Shields（第1季–第2季）
- 斯科特·邁克爾·福斯特 飾 Hunt Whitmarsh（第1季）
- 約翰·蓋茨（英语：John Getz） 飾 Joe MacMillan, Sr.（第1季）
- 馬克·奧布賴恩（英语：Mark O'Brien (actor)） 飾 Tom Rendon（第2季–第4季）
- 占士·康維爾 飾 Jacob Wheeler（第2季）
- 安娜·貝基許（英语：Annabeth Gish） 飾 Diane Gould（第3季–第4季）
- 曼尼許·達雅爾（英语：Manish Dayal） 飾 Ryan Ray（第3季）
- 馬修·里沃德 飾 Ken Diebold（第3季）
- 安娜·克倫斯基 飾 Dr. Katie Herman（第4季）
- 茉莉·艾夫萊姆（英语：Molly Ephraim） 飾 Alexa Vonn（第4季）

## 制作和发展
AMC于2012年11月订购了《奔腾年代》的试播集。试播集的制作于2013年4月在乔治亚州亚特兰大开始。AMC于2013年7月宣布已将《奔腾年代》订购成剧。电视剧由克里斯托弗·坎特维尔和克里斯托弗·C·罗杰斯创造，由乔纳森·利斯科出任節目統籌。

## 剧集列表
电视剧的首播集于2014年3月8日在西南偏南放映。首播集还于2014年5月19日开始在AMC的Tumblr页面上提供在线观看，成为了第一部在Tumblr上首播的电视剧。
| 编号 | 标题                 | 导演                 | 编剧                                     | 上映日期      | 美国观众 （百万） |
| ---- | -------------------- | -------------------- | ---------------------------------------- | ------------- | ----------------- |
| 1    | I/O                  | 胡安·何塞·坎帕内利亚 | 克里斯托弗·坎特维尔和克里斯托弗·C·罗杰斯 | 2014年6月1日  | 1.19              |
| 2    | FUD                  | 胡安·何塞·坎帕内利亚 | 克里斯托弗·坎特维尔和克里斯托弗·C·罗杰斯 | 2014年6月8日  | TBA               |
| 3    | High Plains Hardware | TBA                  | TBA                                      | 2014年6月15日 | TBA               |
| 4    | Close to the Metal   | TBA                  | TBA                                      | 2014年6月22日 | TBA               |
| 5    | Adventure            | TBA                  | TBA                                      | 2014年6月29日 | TBA               |
| 6    | 待公佈               | TBA                  | TBA                                      | 2014年7月6日  | TBA               |
| 7    | Giant                | TBA                  | TBA                                      | 2014年7月13日 | TBA               |
| 8    | 待公佈               | TBA                  | TBA                                      | 2014年7月20日 | TBA               |
| 9    | Up Helly Aa          | TBA                  | TBA                                      | 2014年7月27日 | TBA               |

## 评价
电视剧收获了总体正面的评价，并在Metacritic评分中，基于29篇评价，从100分中获得69分。Rotten Tomatoes为电视剧的第一季，基于38位评价者的评价，获得82%“认证新鲜”，并给出主流评价：“作为一部新鲜的、表演上乘的时代剧情电视剧，《奔腾年代》有说服性地描绘了那并不久远的过去。”